# Sophiya Haque
Syeda Sophiya Haque (ur. 14 czerwca 1971 w Portsmouth, zm. 17 stycznia 2013 w Londynie) – brytyjska aktorka, piosenkarka i tancerka.

## Życiorys
Sophiya Haque urodziła się w Portsmouth w Anglii. Kształciła się w Arts Educational School w Londynie, gdzie pobierała naukę tańca. Rozpoczęła karierę jako wokalistka w zespole Akasa. W 1988 roku wraz z zespołem podpisała kontrakt ze studiem filmowym Warner Bros. Pracowała również w MTV Asia jako wideodżokej. W 1992 roku została zatrudniona jako prezenterka w stacji telewizyjnej STAR TV w Hongkongu. Od 1994 roku zaczęła pojawiać się w telewizji w Indiach, a w 1997 roku przeniosła się do Mumbaju do pracy w Channel V India. Wystąpiła w pierwszym filmie Khoobsurat, potem zagrała w filmach takich jak: Rebeliant, Bombay Dreams. W 2005 roku zagrała w teatrze West End. Zmarła w Londynie w nocy z 16 na 17 stycznia 2013 roku na raka.

## Filmografia
- 1999: Khobsurat
- 1999: Snip
- 2000: Alai Payuthey
- 2000: Har Dil Jo Pyar Karega
- 2001: Hann Maine Bhi Pyaar Kiya
- 2002: Santosham
- 2003: Udhaya
- 2005: Rising: Ballad of Mangal Pandey
- 2008: Ścigani
- 2008: Hari Puttar: A Comedy of Terrors
- 2012: Tajemnice domu Anubisa jako Senkhara